# Kepenyes Pál
Kepenyes Pál (Kondoros, 1926. december 8. – Acapulco, 2021. február 28.) Kossuth-díjas magyar szobrász, ötvösművész.

## Életútja
1945 és 1949 között két évig a Budapesti Iparművészeti Iskola díszítőszobrász szakán, majd újabb két évig a Képzőművészeti Főiskolán Ferenczi Béninél. Ekkor osztályidegenként elbocsátották. 1950-ben koholt vádak alapján elítélték tíz évi börtönbüntetésre fegyverrejtegetésért. Büntetését Szegeden kezdte letölteni, ezután két és fél év kényszermunkát követően Tatabányára került, majd a várpalotai bányába, innen Márianosztrára vitték. Miután kiszabadult, részt vett 1956-ban Budapesten a harcokban a Kálvin téren és a Rákóczi úton. 
1956. november 21-én öccsével és egy lánnyal együtt hóesésben lépte át az osztrák határt. Egy osztrák orvos előbb egy lágerbe vitte, ahonnan autóstoppal eljutott Bécsig, tíz napot egy szállodában töltött ingyen. Innen háromszáz társával együtt egy különvonattal vitték Párizsba. 
1956-tól 1958-ig a párizsi Academie des Beaux-Arts-on képezte magát. Belgiumban elkészített egy feltámadás-szobrot, ennek eladásából fedezte Bilbaóból Mexikóvárosba szóló hajójegyét. Kiállított Londonban, a berlini Folksmuseumban és a New York-i világkiállításon is. Előbb fémből, majd ezüstből és bronzból készített nyakékeit, karkötőit, gyűrűit Los Angelesben, Új-Mexikóban és Arizonában is értékesítette. 
Az 1960-as évek elején Mexikóvárosba költözött, majd onnan Acapulcóba. Szobrait nemesfémből készítette expresszionista, valamint szürrealista stílusban. A mexikói Monterey egyik terén is megtalálható egyik szobra. Ékszereiből vásárolt már Jacqueline Kennedy, Elizabeth Taylor, Arnold Schwarzenegger, Bill Gates, Richard Nixon és Madonna is.
2020. március 15-én Kossuth-díjjal jutalmazták. 

## Egyéni kiállítások
- 1998 • Budapest Galéria, Budapest (kat.)

## Válogatott csoportos kiállítások
- 1945-49 • Ernst Múzeum, Budapest • Műcsarnok, Budapest • New York-i Világkiállítás mexikói pavilonja • csoportos kiállítások Észak- és Dél-Amerika városaiban.

## Kötetei
- Káosz; szerk. Bob Oré, angolból ford. Szabó Flóra; NMI, Budapest, 2017
- Mitomorfózisok; ford. Pál Ferenc; Petőfi Kulturális Ügynökség, Budapest, 2021